# Calandkanaal
Calandkanaal – kanał w prowincji Holandia Południowa, w Holandii. Swój początek bierze na śluzie Rozenburgsesluis (gdzie łączy się z kanałem Hartelkanaal) przy basenie portowym Brittanniëhaven, na południe od Rozenburga. Następnie Calandkanaal biegnie na zachód, wzdłuż Europortu oraz kanału Nieuwe Waterweg (od którego oddzielony jest groblą) i uchodzi do Morza Północnego. Kanał swą nazwę wziął od nazwiska holenderskiego inżyniera, Pietera Calanda. Na wysokości Rozenburga na kanale znajduje się most podnoszony Calandbrug oraz biegnie pod nim tunel Burgemeester Thomassentunnel.